# Mary Costa
Mary Costa (Knoxville, 5 aprile 1930) è un'attrice e soprano statunitense.
È nota in particolare per aver dato la voce alla principessa Aurora nel classico Disney La bella addormentata nel bosco (1959).

## Filmografia

### Cinema
- Il bisbetico domato (Marry Me Again), regia di Frank Tashlin (1953)
- La città minata (The Big Caper), regia di Robert Stevens (1957)
- Il grande valzer (The Great Waltz), regia di Andrew L. Stone (1972)
- Titus, regia di Julie Taymor (1999)
- Titus Andronicus, regia di Richard Griffin (2000)

### Televisione
- Shower of Stars - serie TV, 1 episodio (1954)
- The Bob Cummings Show - serie TV, 1 episodio (1955)
- Climax! - serie TV, 2 episodi (1955)
- The Voice of Firestone - serie TV, 2 episodi (1963)
- The Hollywood Palace - serie TV, 5 episodi (1964-1970)
- The Merry Widow, regia di John Gorrie - film TV (1968)
- The Jim Nabors Hour - serie TV, 3 episodi (1969-1970)
- The Joey Bishop Show - serie TV, 1 episodio (1969)
- The Merv Griffin Show - serie TV, 1 episodio (1970)
- NBC Follies - serie TV, 1 episodio (1973)
- The Paul O'Grady Show - serie TV, 1 episodio (2008)

### Doppiaggio
- La bella addormentata nel bosco (Sleeping Beauty), regia di Clyde Geronimi, Les Clark, Eric Larson e Wolfgang Reitherman (1959)

## Doppiatrici italiane
- Rita Savagnone in Il grande valzer

Da doppiatrice è sostituita da:
- Maria Pia Di Meo in La bella addormentata nel bosco (voce)
- Tina Centi in La bella addormentata nel bosco (canto)

## Attività operistica
Svolse la maggior parte della carriera al Metropolitan Opera dove esordì nel 1964 come protagonista de La traviata e dove apparve fino al 77, sia in ruoli da protagonista: oltre a Violetta, Manon, Marguerite, Rodelinde, che di fianco, in particolare Musetta, incisa in disco. Apparve inoltre alla Royal Opera House e al Glyndebourne Festival Opera.

## Discografia
- La bohème (Musetta), con Anna Moffo, Richard Tucker, Robert Merrill, dir. Erich Leinsdorf - RCA 1961